# Tatort: Wem Ehre gebührt
Wem Ehre gebührt ist eine Folge der Krimireihe Tatort, die bei ihrer Erstausstrahlung am 23. Dezember 2007 Proteste der alevitischen Gemeinde in Deutschland auslöste. Durch die Verbindung des alevitischen Glaubens mit Inzest griff der Film eine historische Verunglimpfung der Aleviten durch orthodoxe Sunniten auf. Der Film von Angelina Maccarone ist eine der seltenen fiktionalen Unterhaltungssendungen im deutschen Fernsehen, in denen das Alevitentum in Deutschland thematisiert wird. Kriminalhauptkommissarin Charlotte Lindholm (Maria Furtwängler) vom LKA Hannover war hier mit ihrem 11. Fall befasst.
Der Film gehört zu den sogenannten „Giftschrank-Folgen“, das heißt, dass er nicht mehr wiederholt wird.

## Handlung
Die 23-jährige Afife, eine junge Deutschtürkin alevitischen Glaubens, wird tot aufgefunden. Ein anfänglicher Suizidverdacht der Mordkommission wird durch die Aussage ihrer Schwester Selda geschwächt. Diese sieht sich aufgrund ihrer Schwangerschaft (niemand außer ihr weiß, wer der Kindsvater ist) ebenfalls in Gefahr. Die mit den Ermittlungen betraute Kriminalhauptkommissarin Charlotte Lindholm vermutet inzwischen einen Ehrenmord als Motiv für die Tat. Sie nimmt Selda zunächst bei sich auf. Während der Ermittlungen gerät schließlich auch Selda in Verdacht, woraufhin diese die Wohnung Lindholms verbittert verlässt. Selda versucht, sich das Leben zu nehmen und dabei durch das Legen von Spuren den Eindruck zu erwecken, sie sei ermordet worden. Da ihr Vater sie rechtzeitig findet, überlebt sie, verliert jedoch ihr ungeborenes Kind. Der Ehemann Afifes gerät in Verdacht, der Vater von Seldas Kind zu sein, dies erweist sich nach der Obduktion des Kindes jedoch als Trugschluss: Lindholm findet heraus, dass Selda von ihrem eigenen Vater missbraucht worden ist, dieser der Vater ihres Kindes ist und Afife ermordet hat, weil sie den Inzest zur Anzeige bringen wollte.

## Rezeption
Die Verwendung des Inzestmotives in einer Familie alevitischen Glaubens führte zu heftigen Protesten. Kritisiert wurde außerdem, dass die missbrauchte Selda Zuflucht in einer offenbar strengeren Ausprägung des Islams sucht und daher als einzige in ihrer Familie ein Kopftuch trägt. In diesem Zusammenhang wurde der Verdacht der Instrumentalisierung des Films zugunsten eines orthodox-sunnitischen Islams geäußert. Auf Versuche der Alevitischen Gemeinde Deutschlands, die für den letzten Tag des islamischen Opferfestes (das ist das höchste Fest des Islam) geplante Ausstrahlung zu verhindern, reagierte die ARD mit einem ansonsten bei Tatort-Ausstrahlungen unüblichen Hinweis auf die Fiktionalität der Handlung vor der Ausstrahlung.
Am 27. Dezember 2007 demonstrierten in Berlin rund 300 Aleviten vor dem ARD-Hauptstadtstudio gegen den Film. Die Berliner Alevitengemeinde erstattete im Auftrag des Dachverbandes AABF Strafanzeige wegen Volksverhetzung. Am 30. Dezember demonstrierten mehr als 30.000 Aleviten in Köln gegen die Ausstrahlung des Films. Die ARD signalisierte Gesprächsbereitschaft und die Berliner Alevitengemeinde erklärte sich bereit, die Anzeige wegen Volksverhetzung im Falle einer öffentlichen Entschuldigung der ARD zurückzuziehen. 
Derweil sieht die Hamburger Autorenvereinigung in den Protesten der Aleviten einen Versuch, in Deutschland Zensur durchzusetzen. Die Autorin Barbara Frischmuth äußerte hingegen Verständnis für die Empörung der Aleviten: „Im Fernsehen war bisher nie die Rede von Aleviten. Nun auf einmal doch und ausgerechnet mit solch einem Vorwurf. Man muss vorsichtig sein, wenn man dieses Thema auf eine Familie projiziert, die einer Minderheit angehört. Es wird schnell verallgemeinert.“ Auch der damalige Bundesaußenminister Frank-Walter Steinmeier mahnte: „Drehbuchautoren und Künstler müssen wissen: Gegenüber religiösen Gefühlen der Menschen, egal um welchen Glauben es sich handelt, sind Respekt, Umsicht und Behutsamkeit geboten“, rief jedoch zur Mäßigung der rund 700.000 türkischen Aleviten in Deutschland auf, da sich der Film nicht allgemein mit dem Alevitentum beschäftigt habe, sondern mit einem individuellen Einzelfall. In Medienberichten wurde die Verwendung ausgrenzender ethnischer Klischees kritisiert und orthodox-sunnitische Berater und schlechte Recherche der mehrfach ausgezeichneten italienischstämmigen Autorin und Regisseurin als Grund für protestauslösende Drehbuchkonstellationen und -details vermutet.